# Solon
Solon (gr.kl. Σόλων Sólōn; ok. 635 – ok. 560 p.n.e.) – ateński mąż stanu, poeta i prawodawca, który przyczynił się w znaczący sposób do rozwoju ustroju demokratycznego.

## Życie publiczne
Wywodził się z królewskiego rodu półlegendarnego Kodrosa, panującego jakoby w latach 1089-1068 p.n.e., lecz już jego ojciec, Egzekestides Melantos, należał tylko do kręgu zubożałych attyckich eupatrydów. Solon za młodu zajmował się kupiectwem, lub raczej pośrednictwem jako agent handlowy. Ucieczką od codziennych zajęć była poezja i to ona zadecydować miała o jego pozycji społecznej i karierze politycznej. Podobnie jak inni poeci greccy tamtych czasów (Tyrtajos, Teognis) był arystokratą, ale układane przezeń elegie miały służyć nie grupie społecznej, a przede wszystkim państwu. Kapłani egipscy przekazali mu wiedzę o Atlantydzie.
Dał się poznać jako autor wierszy zachęcających Ateńczyków do walki o Salaminę i wierszami tymi odegrał ważną rolę w wojnie z Megarą. Salamina miała dla Aten znaczenie strategiczne, ponieważ ten, kto nad nią panował, mógł atakować statki handlowe płynące z i do ateńskiego portu, Faleronu. Ponadto istniała konieczność rozładowania przeludnionej Attyki, w czym zasiedlenie Salaminy miało pomóc.
Ateny – sześciokrotnie ludniejsze od Megary – przez wiele dziesięcioleci nie były w stanie rozstrzygnąć konfliktu na swoją korzyść, przegrywając szereg starć, jednak wreszcie zwyciężyły, a pomóc miały w tym słowa płomiennej elegii Solona Dalej! Na Salaminę!. Tu wstępny fragment w tłumaczeniu Piotra Gruszki:

Gdym wrócił jako poseł z cudnej Salaminy
I zamiast mowy na wiec pisałem poemat,
Żachnąłem się mocno, bo lepiej by było
Z Zadupia gdybym wrócił albo z Pipidówki,
Niż zwać się Ateńczykiem – i to od pradziada...
Tu bowiem plotka zacznie krążyć pośród ludu,
Iż ja attycki wieszczbiarz zdradzam Salamińców.
Na zew Salaminy wraz spieszmy z odsieczą!
Przecudną stracić wyspę to ból, sromota, wstyd...

Pieśń ta jakoby podniosła morale żołnierzy i doprowadziła do pokonania przeciwnika. Prawdopodobnie ten sukces poetycki wpłynął zasadniczo – co podkreśla w swych „Dziejach” (I, 29) Herodot – na wybranie go w roku 594/593 na urząd archonta-eponyma oraz rozjemcę z pełnomocnictwami prawodawczymi.
W księdze "O powinnościach" Cyceron przywołuje go jako przykład człowieka sprytnego, który "chcąc uczynić swe życie bezpieczniejszym i oddać kiedyś państwu dalej idące przysługi, udał obłąkanego".

## Reformy prawne i gospodarcze
Po objęciu stanowiska (a piastować je mógł tylko jeden rok) Solon natychmiast przystąpił do reformowania państwa. W krótkim czasie zdołał wprowadzić zmiany gospodarcze i prawne torując drogę demokracji ateńskiej.
Pierwszym krokiem było przeprowadzenie ustawy amnestyjnej zabraniającej stosowania restrykcyjnego prawa Drakona, które dawało wierzycielowi możliwość sprzedania w niewolę dłużnika wraz z rodziną tak na miejscu, jak i za granicę. Odnośny przepis ustawy stanowił: „przywraca się prawa obywatelskie tym wszystkim, którzy je utracili (...) amnestia ta nie obejmuje jedynie ludzi znajdujących się w chwili jej ogłoszenia na wygnaniu, a skazanych na nie za zabójstwo, bądź za rzeź, bądź za zdradę wyrokiem sądu areopagu, sądu apelacyjnego lub sądu w Prytanejonie, w którym zasiadają królowie.”. Ustawą tą, która pozwoliła wrócić do kraju byłym niewolnikom zwanym orgeonami, Solon oddał pierwszeństwo interesom państwa nad interesami stronnictw. Chodziło głównie o Alkmeonidów wygnanych właśnie za „rzeź”. Wprowadził sejschateję (σεισάχθεια) czyli „strząśnięcie ciężarów”, uwolnienie od długów drobnych rolników, których nazwano chreokopidai (χρεωκοπίδαι), „obcinającymi długi”. Na znak tego usunął z ich ziemi słupy (ὅροι, lp. ὅρος), zabronił też na przyszłość pożyczek pod zastaw osoby i na koszt państwa wykupił niewypłacalnych dłużników sprzedanych za granicę.
Krokiem drugim było przekształcenie polityki gospodarczej Aten z czysto rolniczej w handlową. Ateny należały dotąd do fejdońskiej strefy miar i wag, z czym związany był także system monetarny. Solon wydał czasowy zakaz eksportu wszystkich produktów rolnych poza oliwą, a następnie przeszedł na system eubejski, wprowadzając Ateny do strefy obowiązującej w Koryncie i na Samos. Zmiana ta otworzyła dla eksportu ateńskiego szerokie rynki na wschodzie i zachodzie, podczas gdy do tej pory był on ograniczony do Eginy, Beocji, Megary i Argolidy. Wobec tego, że Attyka miała własną kopalnię srebra w Laurion, zdecydował o biciu monet według nowej stopy. Dawne, fejdońskie, zostały wycofane z obiegu i wymienione na nowe z amforą na oliwę jako godłem. Monety te, dzięki wysokiej zawartości srebra, dały ateńskim kupcom dostęp do wielu rynków Hellady. Rozwój handlu miał – zgodnie z przewidywaniami Solona – pomóc w powrocie do godziwego życia orgeonom, a nade wszystko wzmocnić Ateny w skali międzynarodowej. W roku 592/591 zaczął nakłaniać Ateńczyków by podejmowali się rzemiosła, a co więcej zapraszać do Aten cudzoziemców, którzy byliby skłonni osiedlić się w Attyce i zajmować handlem, rzemiosłem lub usługami. Było to śmiałe posunięcie, dzięki któremu do Aten przybyło wielu rzemieślników z Eginy i Koryntu, gdzie zamknięty system dorycki odmawiał im praw obywatelskich.

## Reformy ustrojowe
Reformy dotyczące długów i systemu monetarnego miały swych przeciwników i zwolenników. O przewadze tych drugich świadczy, że prawdopodobnie w roku 592/591 Ateńczycy mianowali Solona (podobnie jak kiedyś Drakona) ajsymnetą, „reformatorem ustroju” z jeszcze szerszymi pełnomocnictwami. Pierwszym jego krokiem była zmiana kwalifikacji kandydatów na urzędy: dotychczasowe „urodzenie i majątek” zastąpił wyłącznie „majątek”. Poprzednio bogaci dzielili się na dwie klasy: „konnych” (hippeis posiadających co najmniej 300 medymnów zboża) i „posiadaczy wołów” (zeugitai – powyżej 200); teraz dodano jeszcze dwie: „najbogatszych” (pentakosiomedimnoi, powyżej 500) i najbiedniejszych „wyrobników” (teci, poniżej 200), przy czym na trzy najbogatsze klasy nałożono podatek na wydatki państwowe (eisphora) wynoszący odpowiednio jeden talent, pół talentu i 10 min. Dzieląc obywateli na klasy majątkowe, Solon umniejszył znaczenie rodów arystokratycznych.
Przedstawiciele najbogatszej klasy pierwszej mogli być wybierani na urząd „skarbnika” (tamias), pierwszej i drugiej na archonta i inne wyższe urzędy; na urzędy niższe mogli kandydować przedstawiciele klas pierwszej, drugiej i trzeciej, a tetów nie wybierano w ogóle. Była to reforma rewolucyjna, bowiem stawiała orgeonów na równi z arystokratami, co nie zmienia faktu, że w czasach Solona najbogatsza była arystokracja ziemska.
Obok istniejącego areopagu Solon powołał Radę Czterystu, w skład której wchodziło po stu przedstawicieli każdej z czterech fyli, prawdopodobnie dożywotnio. Równoległe istnienie obu rad miało – podobnie jak sądy przysięgłych (heliaja) – zdaniem samego twórcy, zapewnić stabilizację ustrojową państwa, a jednocześnie bronić praw warstw najniższych. Radę Czterystu znacznie później Klejstenes zastąpił Radą Pięciuset.
Ustrój Solona, dla jednych oligarchiczny, dla innych demokratyczny, Arystoteles (Ath, VIII) uważał za system mieszany z oligarchiczną Radą, arystokratycznymi wyborami na urzędy i demokratyczną heliają, gdzie liczba uczestników często przekraczała 6000 osób.

## Rezultaty
Po zaprowadzeniu zreformowanego ustroju i wymógłszy na Ateńczykach, że będzie on respektowany przez całe stulecie, Solon wyjechał z kraju na długie dziesięć lat. Podróżował w tym czasie po całym poznanym ówcześnie świecie, a tymczasem w Atenach doszło do arystokratycznego przewrotu. Do władzy wrócili Alkmeonidzi, a po okresie niepokojów władzę nad miastem przejął Pizystrat, który jednak w roku 555 opuścił Ateny i osiadł w Tracji. W czasie trwania tych zawirowań Solon wrócił do Aten oskarżając mieszkańców o „lisie sposoby i brak rozumu”, ale jego reformy przetrwały próbę czasu, a Ateny z lat 600-550 p.n.e. zawdzięczały mu wiele bezpośrednio i pośrednio. W roku 566 autorytet państwa podniosło ustanowienie świąt i igrzysk panatenajskich.
W sensie politycznym podział społeczeństwa ateńskiego po zakończeniu prac Solona kształtował się następująco: arystokracja ziemska (pediakoi) dążyła do obalenia reform, a przynajmniej tej ich części, które dotyczyły zrównania praw z warstwą orgeonów; drobni rzemieślnicy, kupcy, marynarze (paralioi) bronili reform Solona w całej rozciągłości; zaś małorolni górale z północy Attyki (diakrioi) chcieli podziału ziemi i mieli najbardziej skrajny program, aczkolwiek nigdy nie zdołali go wprowadzić w życie.